# Farid Kahhat
Farid Kahhat Kahatt (Lima, 1959) es un académico, internacionalista, politólogo, historiador y escritor peruano de ascendencia árabe (palestina). Es conocido por comunicar, en un lenguaje sencillo de entender, sus opiniones acerca de la realidad geopolítica.

## Trayectoria
Licenciado en Sociología por la Pontificia Universidad Católica del Perú y doctor en Gobierno por la Universidad de Texas en Austin. 
Ha sido miembro de la Comisión Consultiva ad hoc del Ministerio de Relaciones Exteriores sobre la delimitación marítima con Chile y es profesor de Relaciones Internacionales en la Academia Diplomática del Perú y en la Pontificia Universidad Católica del Perú.
Ha sido profesor de Relaciones Internacionales en el Centro de Docencia e Investigación Económicas de México, así como comentarista en temas internacionales en CNN en Español,  y conductor del programa TV Perú Mundo y GeoMundo en el canal público TV Perú. 
Es también, columnista en temas internacionales del diario El Comercio, del diario mexicano Reforma, de las revistas Agenda Diplomática y Foreign Policy en español, de la página web de la revista AméricaEconomía y conduce el podcast Escena internacional, producido por el medio de comunicación digital independiente y canal de YouTube Comité.

## Publicaciones
Publicaciones:
- La guerra en el Líbano - 2006
- Irak: Ojalá a sólo fuera el Petróleo - 2006
- ¿Hay un populista en su futuro? - 2006
- El tema energético en el área andina - 2006
- ¿Qué explica el desempeño electoral a la izquierda en América Latina? - 2007
- Crisis regional en los Andes - 2008
- Jus in Bello: Terrorismo y Daño Colateral - 2008
- Tras la guerra fría: Mentalidad militar y políticas de seguridad en Sudamérica - 2008
- ¿Cómo ven el Mundo los Peruanos? - 2009
- La Invasión Israelí de Gaza - 2009 [8]
- En La Inmigración Árabe hacia México - 2009
- El Perú, las Américas y el Mundo. - 2009
- La invasión israelí de Gaza y sus posibles consecuencias. - 2009
- Las Operaciones de Paz de la Organización de Naciones Unidas - 2009
- La Huella árabe en el Perú[9][10] - 2010
- Seguridad internacional: Una introducción crítica - 2019
- El eterno retorno: La derecha radical en el mundo contemporáneo - 2019
- Pandemias, dragones y muertos vivientes: La ciencia política en lugares insospechados - 2021
- Tiempos violentos: Rusia, Ucrania, China, Estados Unidos y el nuevo desorden mundial - 2022
- Contra la amenaza fantasma: La derecha radical latinoamericana y la reinvención de un enemigo común - 2024 [3]

## Filmografía

### Televisión
| Año         | Título        | Papel    |
| ----------- | ------------- | -------- |
| 2012 - 2017 | TV Perú Mundo | Analista |
| 2020        | GeoMundo      | Analista |

### Series Web
| Año               | Canal             | Título               | Papel    |
| ----------------- | ----------------- | -------------------- | -------- |
| 2021 - Actualidad | Comité de Lectura | Escena Internacional | Analista |